# Sắc Đạt
Sắc Đạt (色达县)(chữ Hán giản thể: 色达县, tiếng Tạng: gser-thar, Hán Việt: Sắc Đạt huyện) là một huyện thuộc Châu tự trị dân tộc Tạng Cam Tư, tỉnh Tứ Xuyên, Cộng hòa Nhân dân Trung Hoa. Sắc Đạt nằm ở đông bắc của Cam Tư. Huyện này có dân số 35.000 người. Đại bộ phận dân cư ở đây là dân sống bằng nghề chăn nuôi gia súc.
Về mặt hành chính, huyện Sắc Đạt được chia ra thành 15 hương.